# 大澳棚屋

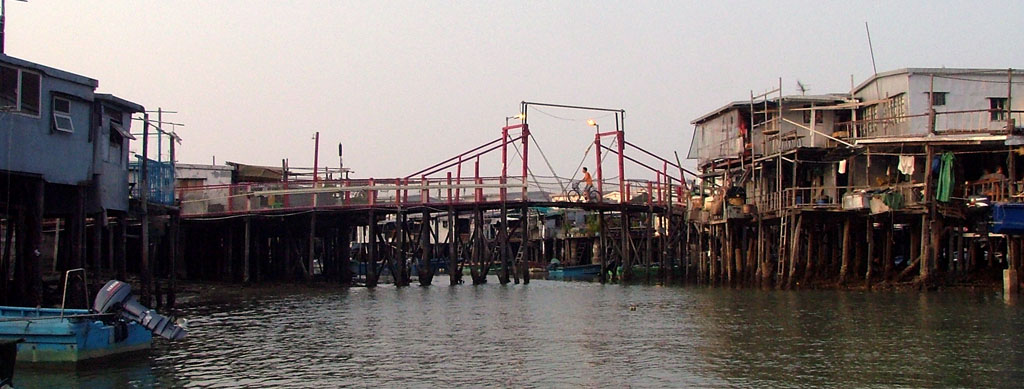
大澳棚屋

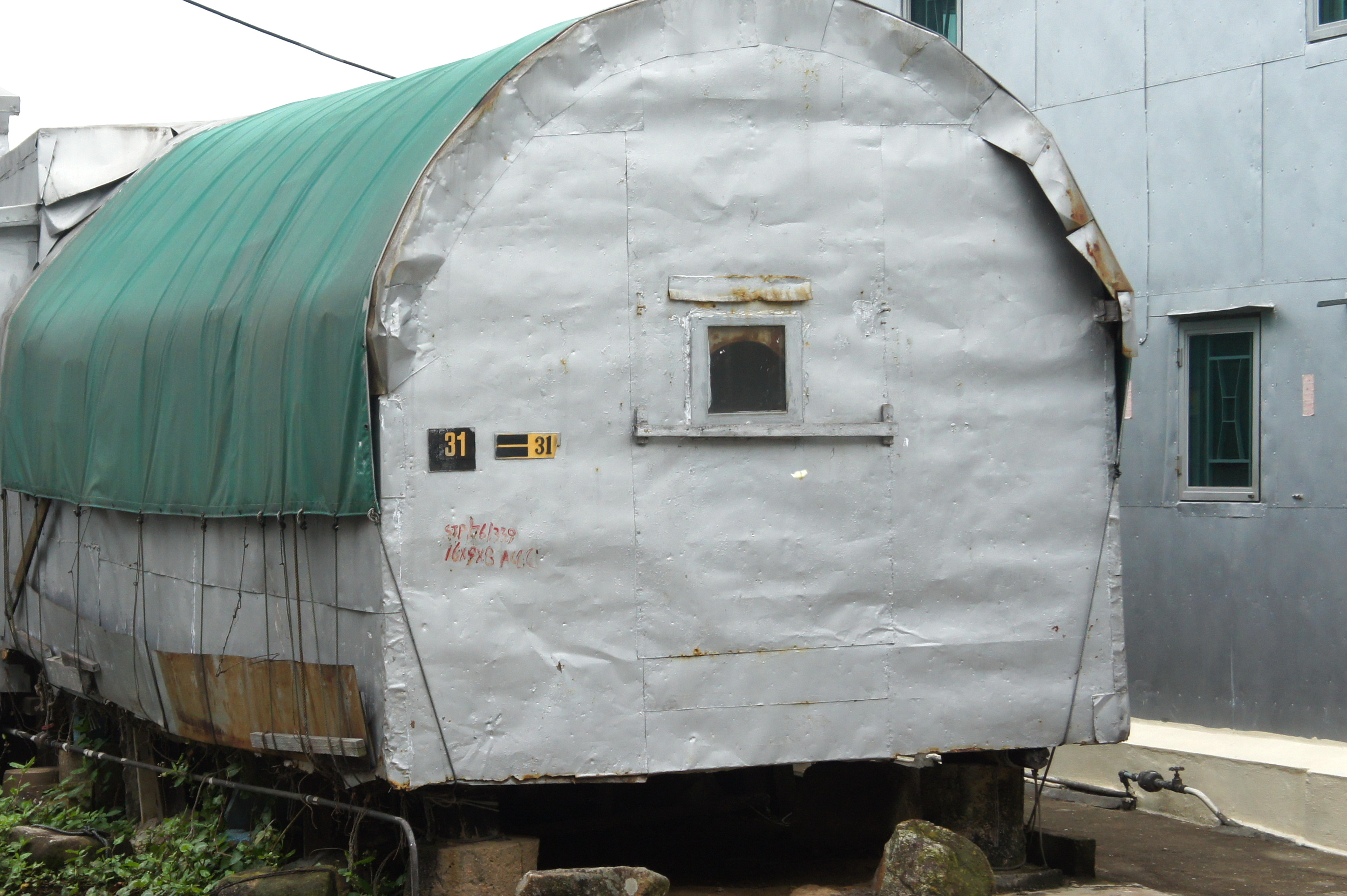
桶形棚屋

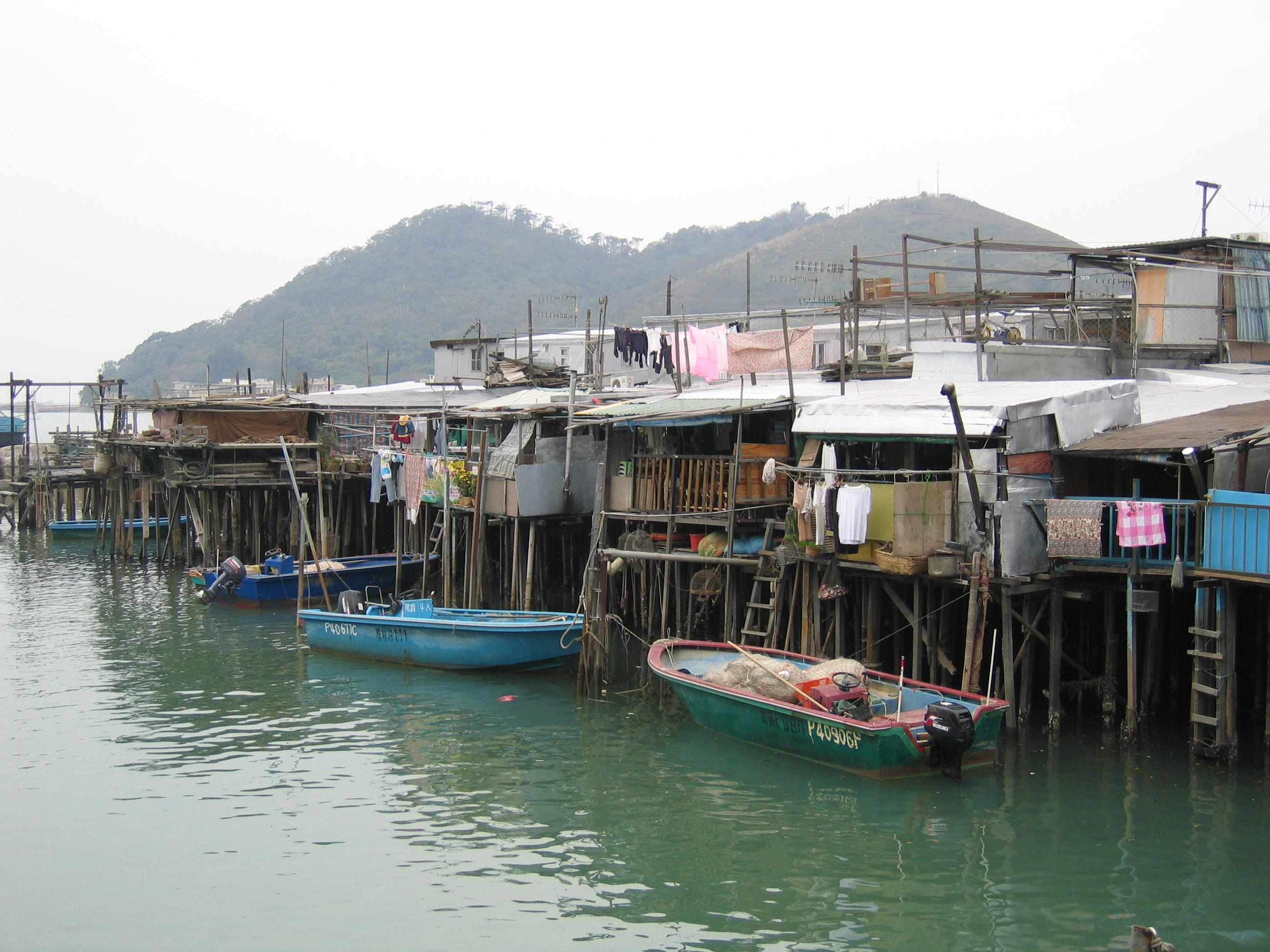
大澳棚屋近景

棚屋，又稱水上棚屋、水棚、葵棚，是香港大嶼山大澳一種特色建築。

## 歷史
棚屋起源於18世紀至19世紀，已有一百多至二百多年歷史，由當地的蜑家漁民所發明。由於漁船可供居住空間不多，而蜑民不習慣在陸地上居住，因此便在岸邊的海床上搭建棚屋。

## 結構
棚屋主要以木材及葵葉興建，並以木柱將屋固定於水面之上，屋旁則可以停泊漁船。各間棚屋連成一排，緊密鄰靠。
至於早期的棚屋，主要是以木材作為支架，屋頂及牆壁則舖上葵葉和松皮，外形呈半桶形。

## 現況
隨著近年大澳人口減少，不少棚屋已經荒廢。2000年7月大澳發生一場大火，更將近五分之一的棚屋燒毀。重建的棚屋改以鐵皮及水泥柱興建，與昔日有別。

## 參看
- 東南亞的高腳屋

## 資料來源
1. ↑  張兆和、廖迪生. . 香港: 三聯書店(香港)有限公司. 2006年1月: 頁117. ISBN 9789620425059 （中文）.